# Sông Luangwa
Sông Luangwa là một trong những nhánh chính của sông Zambezi và là một trong bốn con sông lớn nhất của Zambia. Sông thường bị ngập lụt vào mùa mưa (tháng mười hai-Tháng Ba) và sau đó cạn kiệt đáng kể vào mùa khô. Đây là một trong những con sông lớn nhất nguyên vẹn tại miền nam châu Phi và 20.000 dặm vuông (khoảng 50.000 cây số vuông) tạo nên thung lũng xung quanh là ngôi nhà của quần thể động vật hoang dã phong phú.